# WAV
WAV (ou WAVE), forma curta de WAVEform audio format, é um formato-padrão de arquivo de áudio da Microsoft e IBM para armazenamento de áudio em PCs.
É uma variação do método de formatação de fluxo de bits RIFF para armazenar dados em blocos (chunks) e também parecido com os formatos IFF e o AIFF usados em computadores Macintosh. Ambos WAVs e AIFFs são compatíveis com os sistemas operacionais Windows e Macintosh. São levadas em conta algumas diferenças nos processadores Intel como a ordem de bytes "little-endian". O formato RIFF age como um "empacotador" (wrapper) para vários codecs de compressão de áudio. É o principal formato usado nos sistemas Windows para áudio simples.
Apesar de um arquivo WAV poder conter áudio compactado, o formato mais comum de WAV contém áudio em formato de modulação de pulsos PCM (pulse-code modulation). O PCM usa um método de armazenamento de áudio não-comprimido (sem perda). Usuários profissionais podem usar o formato WAV para qualidade máxima de áudio. Áudio WAV pode ser editado e manipulado com relativa facilidade usando softwares.
Por ser um formato sem compressão, o WAV ocupa um espaço muito grande de armazenamento, o que pode ser resolvido convertendo o arquivo para outros formatos, tais como Vorbis, MP3 ou AAC. A conversão para tais formatos, entretanto, produz perda de dados. Considerando isso, arquivos WAV sem compressão podem ser convertidos para formatos de áudio com compressão sem perda, como FLAC.

## Limitações
O formato WAV é limitado a arquivos menores de 4 GB, devido ao uso de inteiros de 32 bits para gravar o campo de tamanho no cabeçalho de arquivo (alguns programas limitam o tamanho do arquivo para 2 GB). Apesar disto ser equivalente a aproximadamente 6.6 horas de áudio em qualidade de CD (44.1 kHz, 16-bit estéreo), em algumas situações é necessário ultrapassar esse limite. O formato W64 foi então criado para usar no Sound Forge. O seu cabeçalho de 64 bits permite gravações muito mais longas. Este formato pode ser convertido usando a biblioteca libsndfile.
O formato RF64, especificado pela União de Transmissão Européia (European Broadcasting Union), também foi criado para resolver esse problema.

## CDs de Áudio
CDs de áudio não usam WAV como formato de som. Em vez disso, usam o Red Book Audio. O ponto em comum é que ambos têm o áudio codificado em PCM. WAV é um formato de arquivo de dados para uso no computador. Se o som de um CD de áudio for codificado como um arquivo WAV e, em seguida, esse arquivo for gravado num CD-R (no formato ISO), não será possível ouvi-lo em um aparelho de som que foi projetado para tocar CDs de áudio.